# Iván Maestro
Iván Maestro Martínez (Madrid, 17 dicembre 1988) è un pilota motociclistico spagnolo ritiratosi dall'attività agonistica.

## Carriera
Anche suo fratello Borja ha gareggiato come pilota motociclistico.
Esordisce nella classe 125 del motomondiale nella stagione 2006 in occasione del Gran Premio casalingo, in qualità di wild card, su una Honda RS 125 R e senza riuscire a portare a termine la gara, mentre in Catalogna manca la qualificazione alla gara.
L'anno successivo, disputa ancora altri 3 gran premi in sella ad una Aprilia RS 125 R e grazie alle wild card ottenute per prendere il via alle gare disputatesi in territorio spagnolo; pur arrivando al traguardo in due occasioni non ottiene però punti validi per la classifica iridata.
Nel motomondiale 2008 corre altri tre Gran Premi, sempre come wild card, uno con la Honda e due con l'Aprilia. Nel 2009 corre due Gran Premi ancora come wildcard, uno nella classe 250 e uno in 125.
In nessuna delle sue partecipazioni è riuscito ad ottenere un piazzamento tale da poter risultare nelle classifiche dell'annata.

## Risultati nel motomondiale
| 2006 | Classe | Moto  |     |  |  |  |  |  |    |  |  |  |    |  |  |  |  |  |  |  | Punti | Pos. |
| ---- | ------ | ----- | --- |  |  |  |  |  | -- |  |  |  | -- |  |  |  |  |  |  |  | ----- | ---- |
| 2006 | 125    | Honda | Rit |  |  |  |  |  | NQ |  |  |  | NE |  |  |  |  |  |  |  | 0     |      |

| 2007 | Classe | Moto    |  |    |  |  |  |  |    |  |  |  |    |  |  |  |  |  |  |     | Punti | Pos. |
| ---- | ------ | ------- |  | -- |  |  |  |  | -- |  |  |  | -- |  |  |  |  |  |  | --- | ----- | ---- |
| 2007 | 125    | Aprilia |  | 22 |  |  |  |  | 27 |  |  |  | NE |  |  |  |  |  |  | Rit | 0     |      |

| 2008 | Classe | Moto            |  |    |    |  |  |  |     |  |  |  |    |  |  |  |  |  |  |  | Punti | Pos. |
| ---- | ------ | --------------- |  | -- | -- |  |  |  | --- |  |  |  | -- |  |  |  |  |  |  |  | ----- | ---- |
| 2008 | 125    | Honda e Aprilia |  | 22 | 27 |  |  |  | Rit |  |  |  | NE |  |  |  |  |  |  |  | 0     |      |

| 2009 | Classe | Moto    |  |  |     |  |  |  |  |    |  |  |  |  |  |  |  |  |  |  | Punti | Pos. |
| ---- | ------ | ------- |  |  | --- |  |  |  |  | -- |  |  |  |  |  |  |  |  |  |  | ----- | ---- |
| 2009 | 250    | Aprilia |  |  | Rit |  |  |  |  | NE |  |  |  |  |  |  |  |  |  |  | 0     |      |

| 2009 | Classe | Moto    |  |  |  |  |  |  |  |    |  |  |  |  |  |  |  |  |     |  | Punti | Pos. |
| ---- | ------ | ------- |  |  |  |  |  |  |  | -- |  |  |  |  |  |  |  |  | --- |  | ----- | ---- |
| 2009 | 125    | Aprilia |  |  |  |  |  |  |  | NE |  |  |  |  |  |  |  |  | Rit |  | 0     |      |

| Legenda | 1º posto        | 2º posto            | 3º posto            | A punti      | Senza punti        | Grassetto – Pole position Corsivo – Giro più veloce |
| Legenda | Gara non valida | Non qual./Non part. | Ritirato/Non class. | Squalificato | '-' Dato non disp. | Grassetto – Pole position Corsivo – Giro più veloce |